# Alvin Hansen

Alvin Harvey Hansen
(1887-1975)

Alvin Harvey Hansen (23/8/1887-6/6/1975) là một nhà kinh tế học Hoa Kỳ. Lĩnh vực nghiên cứu chính của ông là kinh tế học vĩ mô và kinh tế chính trị.
Hansen sinh tại Viborg, South Dakota trong một gia đình người gốc Đan Mạch. Năm 1910, ông tốt nghiệp Yankton College rồi trở thành một giáo viên một thời gian. Sau đó, Hansen đi học sau đại học và nhận bằng tiến sĩ kinh tế học tại Đại học Wisconsin–Madison. Từ năm 1918 đến năm 1923, Hansen là giảng viên tại Đại học Brown. Từ năm 1923 đến năm 1937, ông là giảng viên tại Đại học Minesotta. Thời gian đó, ông đã có những công trình nghiên cứu về kinh tế học tân cổ điển.
Năm 1937, ông trở thành giáo sư của Đại học Harvard. Ông bắt đầu chịu ảnh hưởng của kinh tế học Keynes và công trình Fiscal Policy and Business Cycles năm 1941 của ông là công trình lớn đầu tiên ở Hoa Kỳ ủng hộ kinh tế học Keynes. Hansen đã góp phần đào tạo nên một thế hệ các nhà kinh tế trẻ hơn chịu ảnh hưởng của kinh tế học Keynes, trong đó có Paul Samuelson và James Tobin. Đóng góp nổi bật nhất của ông là việc góp phần mô hình hóa cân bằng thị trường hàng hóa và tiền tệ trong ngắn hạn - mô hình Hicks-Hansen. Công trình A Guide to Keynes năm 1953 của ông đã thúc đẩy sự phổ biến học thuyết Keynes ở Hoa Kỳ và nhiều nước.
Alvin Hansen có ảnh hưởng rất lớn tới việc lập chính sách kinh tế của chính phủ Hoa Kỳ, nhất là dưới thời các Tổng thống Franklin D. Roosevelt và Harry S. Truman.
Hansen từng là thành viên của một số ủy ban của chính phủ Hoa Kỳ, là cố vấn cho Hội đồng Dự trữ Liên bang và Bộ Tài chính Hoa Kỳ, là Phó Chủ tịch Hội Thống kê Hoa Kỳ, Chủ tịch Hội Kinh tế Hoa Kỳ.

## Tác phẩm
- "Shifting the War Burden" with L.H. Haney, 1921, AER
- "Cycles of Strikes", 1921, AER
- Business Cycle Theory, 1927.
- "A Fundamental Error in Keynes's Treatise", 1932, AER
- "Mr. Keynes on Underemployment Equilibrium", 1936, JPE
- "Economic Progress and Declining Population Growth", 1939, AER
- Fiscal Policy and Business Cycles, 1941.
- "Some Notes on Terborgh's "The Bogey of Economic Maturity"", 1946, REStat
- "Dr. Burns on Keynesian Economics", 1947, RES
- "The General Theory", 1947, in Harris, editor, New Economics
- "Keynes on Economic Policy", 1947, in Harris, editor, New Economics
- "The Pigouvian Effect", 1951, JPE.
- Economic Stabilisation in an Unbalanced World, 1932.
- Full Recovery or Stagnation?, 1938.
- America's Role in the World Economy, 1945.
- Economic Policy and Full Employment, 1946.
- Monetary Theory and Fiscal Policy, 1949.
- A Guide to Keynes, 1953.
- The Dollar and the International Monetary System, 1965.